# Pleurodonte pachygastra
Pleurodonte poli
Espèce
Statut de conservation UICN

 NE  : Non évalué
Pleurodonte pachygastra, le Pleurodonte poli, est une espèce de gastéropodes tropicaux terrestres endémique de Guadeloupe, de la famille des Pleurodontidae. 

## Description
L’escargot présente une coquille globuleuse déprimée à spire convexe, formée de quatre tours et demi, brillante, dépourvue de granulation mais décorée d’une fine striation axiale,. Le dernier tour est faiblement caréné avec les stries axiales formant une angulation au niveau de cette carène.
L’ouverture est transverse, oblongue, légèrement inclinée vers la face inférieure de la coquille. Le péristome est épais et arrondi, auquel se conjuguent des callosités développées sur la face inférieure de la coquille, colmatant complètement l’ombilic,.
Deux dents internes de taille inégale sont présentes : une petite dent basale, située au contact de la lèvre et une dent plus grande, formée d’une lamelle triangulaire, située en recul du péristome dans le segment palatin inférieur de l’ouverture, et à laquelle répond un sillon marqué sur la surface extérieure de la coquille,
Les coquilles ont une taille comprise entre 10 à 12 mm pour la hauteur et 16 à 20 mm pour le plus grand diamètre. Leur couleur est réputée brun châtain à brun foncée,, mais admet, avec la taille, une variation écotypique.

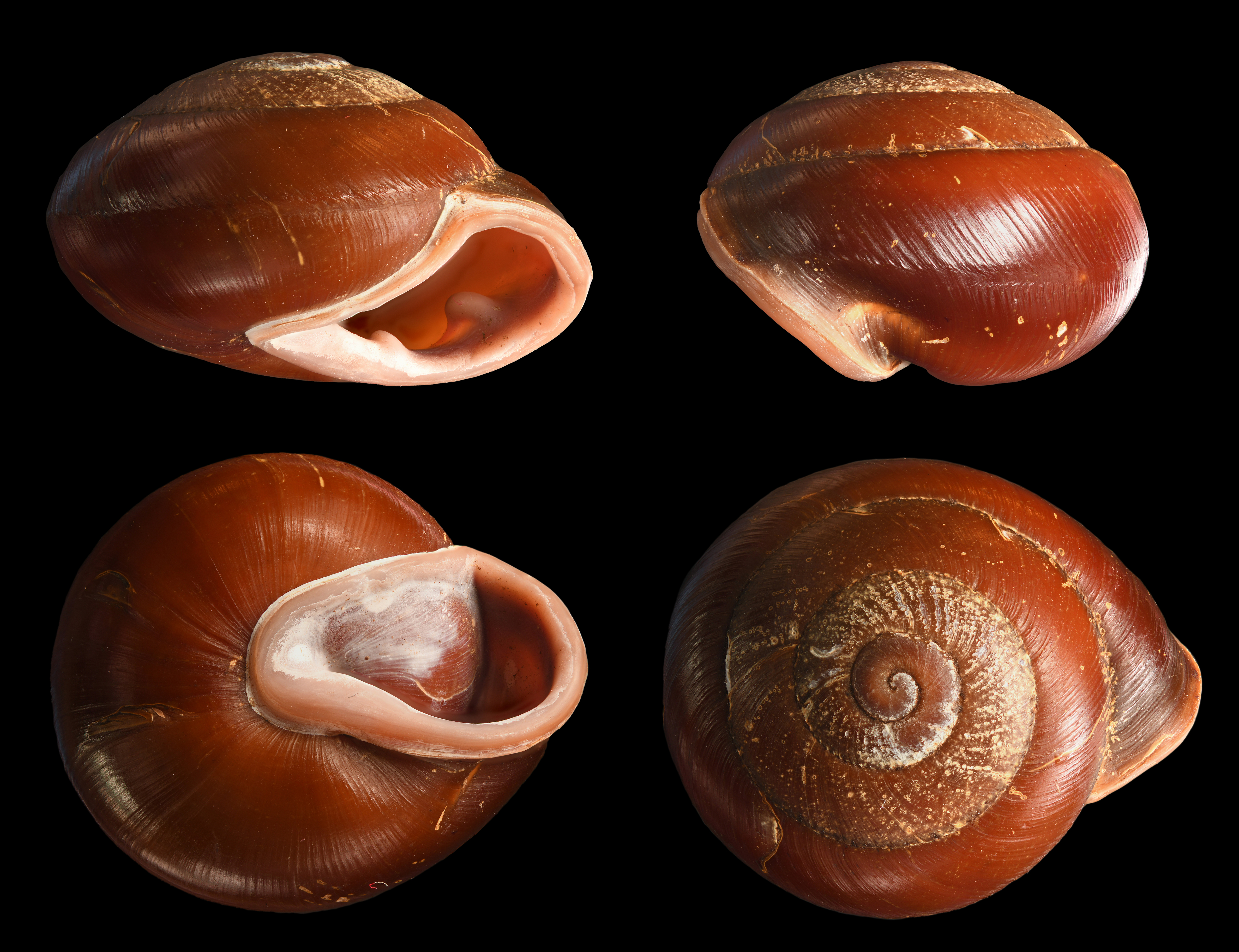
Coquille de Pleurodonte pachygastra, Basse-Terre, Guadeloupe. Diamètre maximal : 19,9 mm.

Selon Mazé, « L'animal est de couleur brune foncée, un peu rougeâtre, s'éclaircissant sur les côtés, pour arriver au jaune pâle ou blanc légèrement teinté de jaune : la partie médiane du corps est traversée par une bande de couleur blanc-jaunâtre clair. »

## Répartition
Le pleurodonte poli est un escargot endémique de Guadeloupe qui se rencontre à moyenne et haute altitude sur la seule île de Basse-Terre. L'espèce est présente sur les deux tiers les plus méridionaux de l’île, des monts Caraïbes au Morne à Louis.

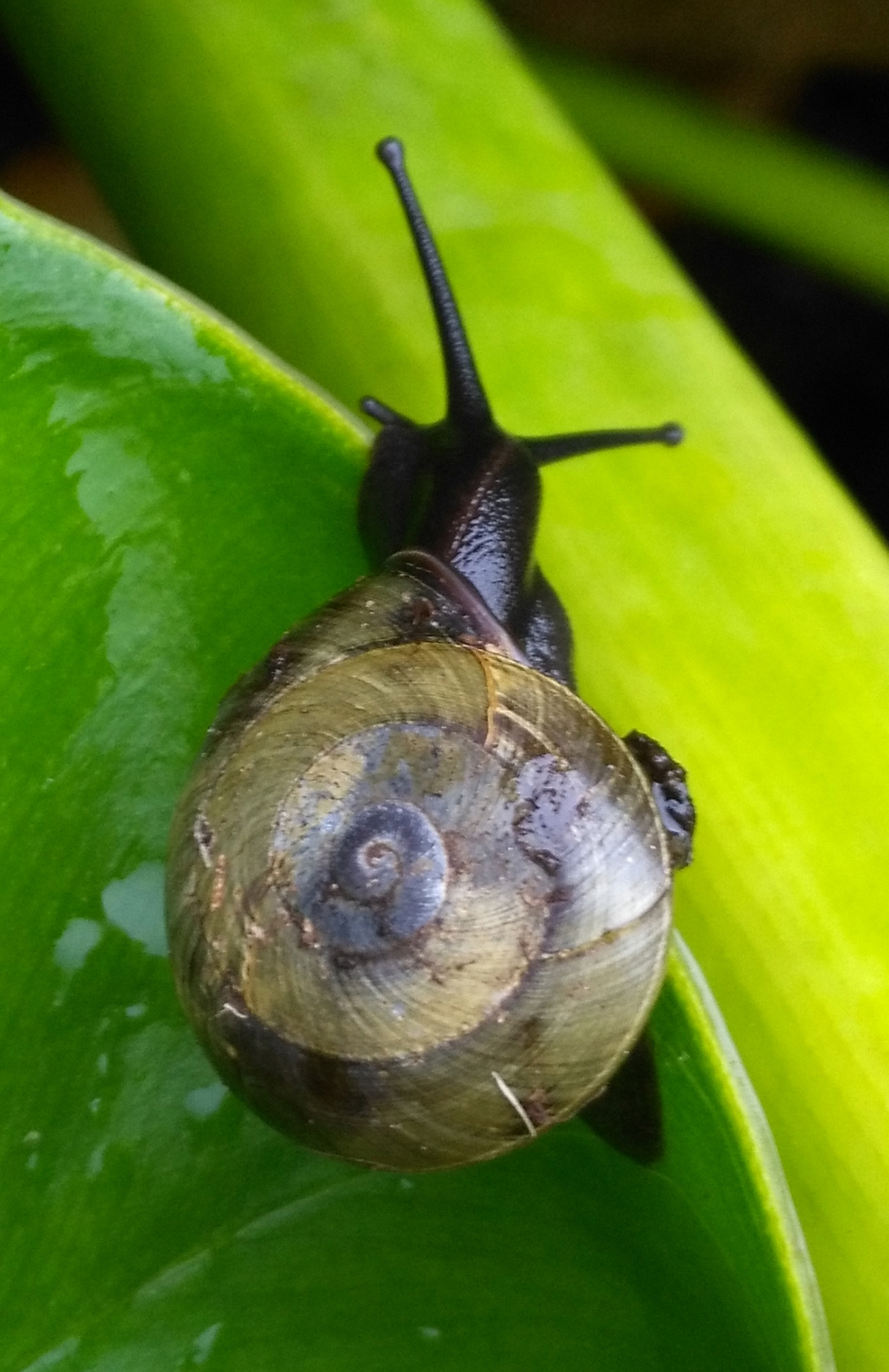
Spécimen de Pleurodonte poli photographié dans la Savane aux Mulets, Guadeloupe.

## Écologie
Pleurodonte pachygastra est une espèce forestière de litière rencontrée depuis des altitudes de 350 m jusqu’au plus hauts sommets de l’ile,. Selon Hippolyte Mazé (d) (1818-1892), l’escargot « vit dans les bois pourris, sous les détritus de végétaux, à l'ombre des arbres et des arbrisseaux des régions élevées ». L’espèce peut être abondante au-dessus de 800 m d’altitude.

## Systématique
Le nom valide complet (avec auteur) de ce taxon est Pleurodonte pachygastra (Gray, 1834).
L'espèce a été initialement classée dans le genre Helix sous le protonyme Helix pachygastra J. E. Gray, 1834,.
Pleurodonte pachygastra a pour synonymes :
- Dentellaria pachygastra (J. E. Gray, 1834)
- Helix dolata L. Pfeiffer, 1841
- Helix pachygastra J. E. Gray, 1834

### Publication originale
- (en + la) John Edward Gray, « Exhibition of an extensive series of land and freshwater shells regarded as hitherto undescribed », Proceedings of the Zoological Society of London, Londres, vol. 2,‎ 1834, p. 63-68 (ISSN 0370-2774, lire en ligne, consulté le 21 novembre 2024).